# Cruis'n Exotica
Cruis'n Exotica est un jeu vidéo de course développé et édité par Midway, sorti en 1999 sur borne d'arcade et en 2000 sur Nintendo 64 et Game Boy Color.
Le jeu fait partie de la série Cruis'n.